# Bruguières
Bruguières is een gemeente in het Franse departement Haute-Garonne (regio Occitanie). De plaats maakt deel uit van het arrondissement Toulouse. Bruguières telde op 1 januari 2022 5.908 inwoners.

## Geografie
De oppervlakte van Bruguières bedroeg op 1 januari 2022 9,03 vierkante kilometer; de bevolkingsdichtheid was toen 654,3 inwoners per km².

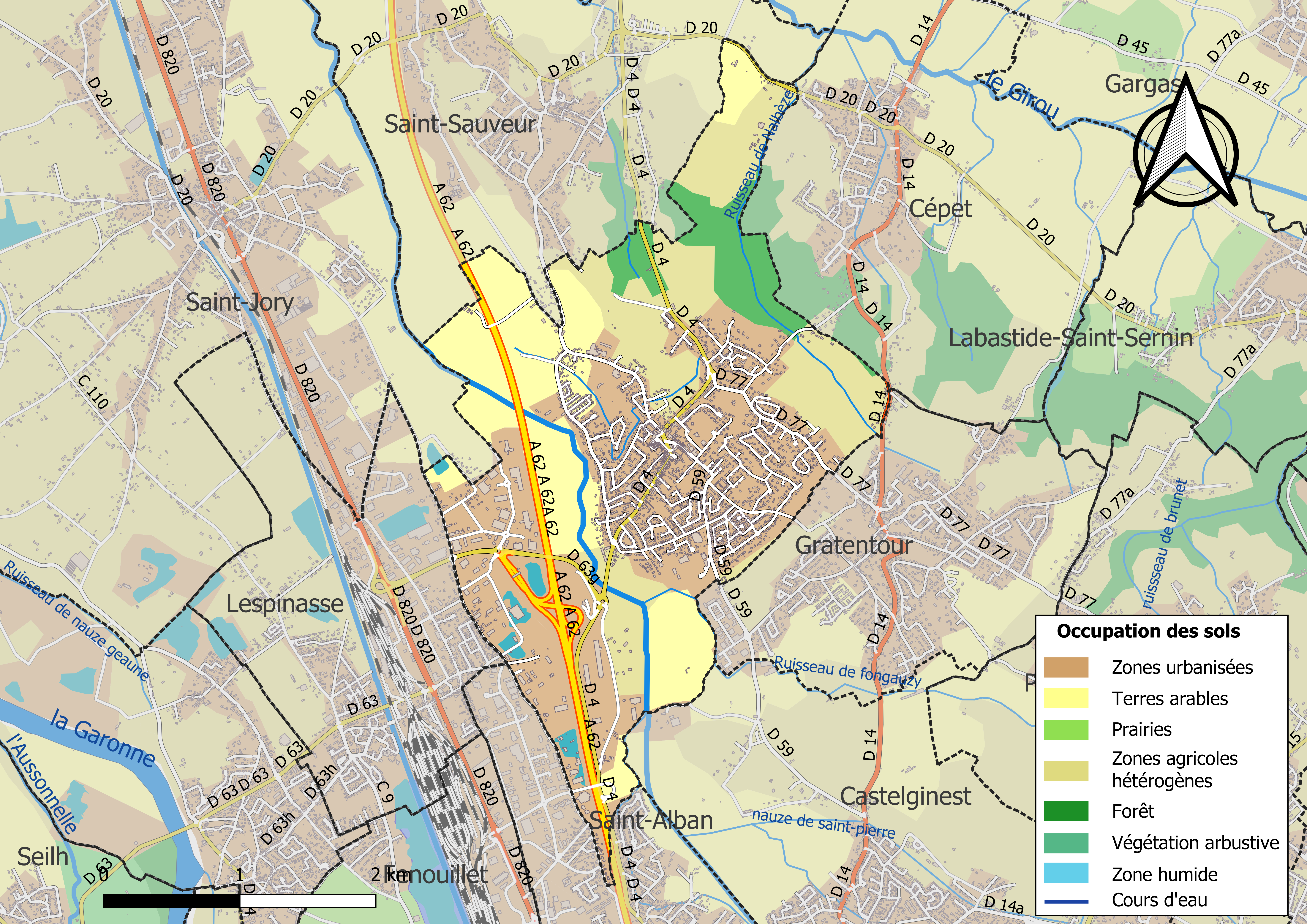
Kaart van de gemeente met belangrijkste infrastructuur, bodemgebruik en omliggende gemeenten

## Demografie
Onderstaande figuur toont het verloop van het inwonertal (bron: INSEE-tellingen).